# カズオ・ナカモト
カズオ・ナカモト（中本 一男、1922年3月1日 - 2011年6月7日）は、日本出身のアメリカ合衆国の化学者。専門は赤外分光およびラマン分光。イリノイ工科大学教授、マーケット大学教授。
結晶構成分子の伸縮振動の周波数と水素結合距離の相関図であるNakamotoダイアグラムにその名を残す。

## 略歴
1922年3月1日に神戸市で生まれた。1945年に大阪帝国大学理学部を卒業、1953年に同大学大学院理学研究科を修了し、理学博士号を取得した。
大阪大学の助教を4年間務めるが、その内の1953年から1955年の最初の2年間をフルブライト奨学金を得て博士研究員としてアイオワ州立大学で過ごした。その後、日本に戻り1955年から1957年までを大阪大学で過ごした。
再度渡米し、1958年にマサチューセッツ州ウースターにあるクラーク大学の助教となった。
1961年にイリノイ工科大学に移り准教授となり、1967年に同大学の教授になった。1969年にマーケット大学に移り、同大学の教授を務めた。また、1965年から1973年の間、アルゴンヌ国立研究所のコンサルタントも務めた。 1991年にマーケット大学の名誉教授となった。
アメリカ化学会、日本化学会、応用分光学会、Sigma Xiの会員であった。

## 出版物
- Drug-DNA interactions: structures and spectra, 1st ed., Wiley Methods of Biochemical Analysis (2008). ISBN 978-0471786269
- Infrared and Raman Spectra of Inorganic and Coordination Compounds, Part A: Theory and Applications in Inorganic Chemistry, 6th ed., Wiley Interscience (2009). ISBN 978-0471743392
- Infrared and Raman Spectra of Inorganic and Coordination Compounds, Part B: Applications in Coordination, Organometallic, and Bioinorganic Chemistry, 6th ed., Wiley Interscience (2009). ISBN 978-0471744931